# Вестергелерсен
Вестергелерсен (њем. Westergellersen) општина је у њемачкој савезној држави Доња Саксонија. Једно је од 43 општинска средишта округа Линебург. Према процјени из 2010. у општини је живјело 1.682 становника. Посједује регионалну шифру (AGS) 3355041.

## Географски и демографски подаци
Вестергелерсен се налази у савезној држави Доња Саксонија у округу Линебург. Општина се налази на надморској висини од 55 метара. Површина општине износи 20,4 km². У самом мјесту је, према процјени из 2010. године, живјело 1.682 становника. Просјечна густина становништва износи 83 становника/km².

## Међународна сарадња
| Мјесто | Држава    | Врста сарадње | Од    |
| ------ | --------- | ------------- | ----- |
|        | Француска | партнерство   | 1993. |
| Извор  |           |               |       |